# Domácí péče
Pour plus de détails, voir Fiche technique et Distribution.
Domácí péče est un film dramatique tchèque produit, écrit et réalisé par Slávek Horák et sorti en 2015.
Le film est sélectionné comme entrée tchèque pour l'Oscar du meilleur film en langue étrangère lors de la 88e cérémonie des Oscars qui s'est déroulée en 2016.

## Distribution
- Jan Gogola Sr. :
- Slávek Horák :
- Mikulás Kren :
- Zuzana Krónerová :
- Alena Mihulová :
- Bolek Polívka :
- Sara Venclovská :
- Tatiana Vilhelmová :